# Amtsgericht Goch
Das Amtsgericht Goch war ein deutsches Amtsgericht mit Sitz in Goch.

## Geschichte
Das königlich preußische Amtsgericht Goch wurde mit Wirkung zum 1. Oktober 1879 als eines von neun Amtsgerichten im Bezirk des Landgerichtes Kleve im Bezirk des Oberlandesgerichtes Köln gebildet. Der Sitz des Gerichts war Goch.
Sein Gerichtsbezirk umfasste aus dem Kreis Kleve die Bürgermeistereien Appeldorn, Asperden, Kalkar, Goch, Keppeln, Kessel, Pfalzdorf und Uedem.
Am Gericht bestand 1880 eine Richterstelle. Das Amtsgericht war damit ein kleines Amtsgericht im Landgerichtsbezirk.
Zum 31. März 1979 wurde das Amtsgericht Goch aufgehoben und sein Sprengel dem Amtsgericht Kleve zugeordnet.